# Katarina Maglica
Sestra Katarina Maglica (Gala kod Sinja, 26. studenoga 1951.), hrvatska dominikanka. 
U zajednicu sestara dominikanki stupila je 1966. godine, prve zavjete položila 1972., a doživotne 1978. Studirala je hrvatski jezik i pedagogiju na Filozofskom fakultetu Sveučilišta u Zagrebu, na Filozofskom fakultetu Družbe Isusove u Zagrebu te na studiju duhovnosti u Rimu.
Obnašala je odgovorne službe u zajednici sestara dominikanki kao savjetnica, tajnica u vrhovnom vijeću, priora, učiteljica novicijata i vrhovna glavarica u dvama mandatima, od 1995. do 2007. godine. U lipnju 2013. treći put je izabrana za vrhovnu glavaricu sestara dominikanki.
2014. je godine izabrana u upravu, odnosno u Vijeće Hrvatske konferencije viših redovničkih poglavara i poglavarica.